# هیرویا ایزومی
هیرویا ایزومی (ژاپنی: 泉 悠哉؛ زادهٔ ۱۸ دسامبر ۱۹۹۲) یک بازیکن فوتبال اهل ژاپن است.
از باشگاه‌هایی که در آن بازی کرده‌است می‌توان به باشگاه فوتبال رینوفا یاماگوچی اشاره کرد.